# Уолтерс, Дэвид
Дэвид Уолтерс (англ. David Walters; род. 27 сентября 1987 года) — американский пловец, олимпийский чемпион и рекордсмен мира. На летних Олимпийских играх 2008 года Уолтерс завоевал золотую медаль в эстафете 4 × 200 метров вольным стилем. В составе американской команды он удерживает мировой рекорд в эстафете 4 × 100 метров вольным стилем (бассейн 50 м). Уолтерс также является семикратным медалистом (пять золотых, одна серебряное и одна бронзовая) чемпионатов мира по водным видам спорта.

## Ранние годы и образование
Уолтерс родился в Ньюпорт Ньюс, Вирджиния. Он окончил среднюю школу Tabb в Йорктауне, штат Вирджиния, где он выступал за школьную команду по плаванию Tabb Tigers. Он получил спортивную стипендию для учёбы в Техасском университете в Остине, где вступил в команду тренера по плаванию и дайвингу Эдди Риза и участвовал в соревнованиях Национальной студенческой спортивной ассоциации (NCAA) и конференции «Big 12» с 2007 по 2010 год. Четырехкратный чемпион «Big 12», чемпион Национальной студенческой спортивной ассоциации (NCAA) на дистанции 200-ярдов вольным стилем 2008 года.

## Международные соревнования
Летние Олимпийские игры 2008
Уолтерс прошел первый этап предварительных соревнований в эстафете 4×200 метров вольным стилем (1:46.57) с Рики Беренсом, Эриком Вендтом и Клетом Келлером. Их результат 7:04.66 побил прежний олимпийский рекорд 7:07.05, установленный командой Австралии в 2000 году. В финале эстафеты 4 × 200 метров вольным стилем Майкл Фелпс, Райан Лохте, Рики Беренсом и Питер Вандеркай объединились и показали 6:58,56, что стало новым мировым рекордом.
Чемпионат мира 2009 года
В национальном чемпионате 2009 года Уолтерс участвовал в трех дисциплинах. На 200 метров вольным стилем Уолтерс занял второе место после Майкла Фелпса со временем 1:44,95. На дистанции 100 метров вольным стилем Уолтерс занял второе место после Натана Адриана с временем 48,17. На дистанции 50 метров вольным стилем Уолтерс занял 15-е место с результатом 22.60.
На чемпионате мира по водным видам спорта в Риме 2009 года Уолтерс завоевал золотую медаль в составе команды США в эстафете 4×200 метров вольным стилем. Он и Майкл Фелпс, Рики Беренс и Райан Лохте со временем 6:58,55 в комбинированной эстафете побили свой же мировой рекорд, установленный ими в 2008 году в Пекине. В финале чемпионата мира на дистанции 100 метров вольным стилем Уолтерс занял 5-е место с рекордом США — 47,33. Уолтерс занял 12-е место в общем 200-метровом фристайле и не вышел в финал. В финале эстафеты 4×100 метров Уолтерс вместе с Аароном Пирсолом, Майклом Фелпсом и Эриком Шанто установили мировой рекорд в комбинированной эстафете с результатом 3:27,28.

## Лучшее время
Бассейн 50 метров
| Дистанция            | Время              | Дата         | Место        |
| -------------------- | ------------------ | ------------ | ------------ |
| 50 м вольным стилем  | 22.60              | 9 июля 2009  | Индианаполис |
| 100 м вольным стилем | 47.33 (рекорд США) | 30 июля 2009 | Рим          |
| 200 м вольным стилем | 1:44.95            | 8 июля 2009  | Индианаполис |